# Fantasy! 拾壹
「Fantasy! 拾壹」（Fantasy! 拾壱）是日本的女子偶像組合早安少女組。的第11枚原創專輯。於2010年12月1日發行。唱片公司為zetima。

## 概要
- 與上一張專輯「⑩ MY ME」相距約9個月。
- 收錄第43張單曲「青春選輯」和第44張單曲「女與男的搖籃曲遊戲」的2首A面曲。
- 六期成員龜井繪里、八期留學生純純和琳琳最後參與演唱的專輯。
- 本作分「初回限定盤」和「CD盤」2種版本
- 「初回限定盤」收錄了單曲「女與男的搖籃曲遊戲（各成員Solo Album Ver.）」的PV、「Hello! Project 2010 SUMMER ~Fankora!~」龜井繪里、純純和琳琳畢業發表的片段和專輯「Fantasy! 拾壹」的Making。
- 在12月13日於公信榜專輯週排行榜取得第16位。

## 收錄內容

### CD（初回限定盤・CD盤）
1. 女與男的搖籃曲遊戲（AL ver.）
（作詞・作曲：淳君 編曲：平田祥一郎）
44th單曲・六期成員龜井繪里、八期留學生純純和琳琳的畢業單曲
2. Bravo!（ブラボー!）
（作詞・作曲：淳君 編曲：鈴木俊介）
3. Fantasy開始 (Fantasyが始まる)
（作詞・作曲：淳君 編曲：大久保薫）
以道重沙由美為中心
4. 女孩的心和一切 (女心となんとやら)
（作詞・作曲：淳君 編曲：板垣祐介）
以新垣里沙為中心
5. 愛の炎
（作詞・作曲：淳君 編曲：田中直）
田中麗奈主唱
6. I'm Lucky girl
（作詞・作曲：淳君 編曲：板垣祐介）
7. 我的精彩生日
（すんごいマイバースディ）（作詞・作曲：淳君 編曲：高橋諭一）
以光井愛佳・純純・琳琳為中心
8. 我要你愛我從1到10（1から10まで愛してほしい）
（作詞・作曲：淳君 編曲：鈴木俊介）
9. 這親愛，痛苦的夜晚（愛しく苦しいこの夜に）
（作詞・作曲：淳君 編曲：湯浅公一）
以龜井繪里為中心
10. 在手機上，對嗎？ (電話でね）
（作詞・作曲：淳君 編曲：AKIRA）
高橋愛主唱
11. 青春選輯 （青春コレクション）
（作詞・作曲：淳君 編曲：大久保薫）
43rd單曲・BS-TBS開局10周年企劃舞台劇「Fashionable」主題曲

### DVD
1. 女與男的搖籃曲遊戲（高橋愛 Solo Album Ver.）
2. 女與男的搖籃曲遊戲（新垣里沙 Solo Album Ver.）
3. 女與男的搖籃曲遊戲（龜井繪里 Solo Album Ver.）
4. 女與男的搖籃曲遊戲（道重沙由美 Solo Album Ver.）
5. 女與男的搖籃曲遊戲（田中麗奈 Solo Album Ver.）
6. 女與男的搖籃曲遊戲（光井愛佳 Solo Album Ver.）
7. 女與男的搖籃曲遊戲（純純 Solo Album Ver.）
8. 女與男的搖籃曲遊戲（琳琳 Solo Album Ver.）
9. 「Hello! Project 2010 SUMMER ~Fankora!~」龜井繪里、純純和琳琳畢業發表片段
10. Fantasy! 拾壱（Making）